# KBS京都番組一覧
KBS京都番組一覧（ケイビーエスきょうとばんぐみいちらん）では、京都府の民間放送局・京都放送（KBS京都）で放送されている（および過去に放送されていた）番組を、ラジオ・テレビ別に列挙している。

## ラジオ
2025年7月時点。

### 平日
| 時                                       | 月曜日 | 火曜日 | 水曜日 | 木曜日 | 金曜日                                                              |
| ---------------------------------------- | --- | --- | --- | --- | ------------------------------------------------------------------- |
| 5                                        | 5:00 はやしべさとし 〜叙情歌を道連れに〜 | 5:00 不思議なカウンセラー | 5:00 岡本京太郎 歌謡ルネッサンス | 5:00 元気印!チータdeマーチ （スバルプランニング） | 5:00 健やか インフォメーション                                      |
| 5                                        | 5:00 はやしべさとし 〜叙情歌を道連れに〜 | 5:10 京都フォークデイズ | 5:00 岡本京太郎 歌謡ルネッサンス | 5:00 元気印!チータdeマーチ （スバルプランニング） | 5:00 健やか インフォメーション                                      |
| 5                                        | 5:15 昭和歌謡セレクション | 5:15 真田ナオキの ミュージックフォトブック （ぎふチャン） | 5:00 岡本京太郎 歌謡ルネッサンス | 5:00 元気印!チータdeマーチ （スバルプランニング） | 5:15 プチ鹿島の ラジオ19XX （山梨放送）                             |
| 5                                        | 5:15 昭和歌謡セレクション | 5:30 今旬!インフォメーション | 5:30 めざまし歌謡曲 | 5:30 小倉・IMALUの◯◯玉手箱 （スタイル・エッジ） | 5:15 プチ鹿島の ラジオ19XX （山梨放送）                             |
| 5                                        | 5:40 解決!知っ得プレミアム | 5:30 今旬!インフォメーション | 5:40 解決! 知っ得プレミアム | 5:30 小倉・IMALUの◯◯玉手箱 （スタイル・エッジ） | 5:15 プチ鹿島の ラジオ19XX （山梨放送）                             |
| 5                                        | 5:40 解決!知っ得プレミアム | 5:45 歌謡喫茶・昭和 （かしわプロダクション） | 5:40 解決! 知っ得プレミアム | 5:45 歌謡喫茶・昭和 | 5:45 近江の神様 ご利益めぐり                                        |
| 5                                        | 5:40 解決!知っ得プレミアム | 5:45 歌謡喫茶・昭和 （かしわプロダクション） | 5:40 解決! 知っ得プレミアム | 5:45 歌謡喫茶・昭和 | 5:50 京都 フォークデイズ                                            |
| 5                                        | 5:55 心のともしび | | | |                                                                     |
| 6                                        | 6:00 なごみのはんなり京めぐり | 6:00 なごみのはんなり京めぐり | 6:00 なごみのはんなり京めぐり | 6:00 なごみのはんなり京めぐり | 6:00 なごみのはんなり京めぐり                                       |
| 6                                        | 6:05 河村通夫の大自然まるかじりライフ（マール） | | | |                                                                     |
| 6                                        | 6:15 S-PERK! | 6:15 S-PERK! | 6:15 健康生活インフォメーション | 6:15 健康生活インフォメーション | 6:15 解決! 知っ得プレミアム                                         |
| 6                                        | 6:30 笑福亭晃瓶のほっかほかラジオ ▽8:15武田鉄矢・今朝の三枚おろし（文化放送） | | | |                                                                     |
| 7                                        | | | | |                                                                     |
| 8                                        | | | | |                                                                     |
| 9                                        | | | | |                                                                     |
| 10                                       | 10:00 となりの森谷さん ▽知って得する!保険アレコレ（火） ▽主婦弁!澤田有紀のやさしい法律カフェ（月） ▽新鮮市場情報（月） ▽京都トークRUN（月） ▽北近畿リポート〈第2週のみ水曜〉 ▽京都府私立中学高等学校連合会 ▽おしゃべりランチタイム（水） | 10:00 となりの森谷さん ▽知って得する!保険アレコレ（火） ▽主婦弁!澤田有紀のやさしい法律カフェ（月） ▽新鮮市場情報（月） ▽京都トークRUN（月） ▽北近畿リポート〈第2週のみ水曜〉 ▽京都府私立中学高等学校連合会 ▽おしゃべりランチタイム（水） | 10:00 となりの森谷さん ▽知って得する!保険アレコレ（火） ▽主婦弁!澤田有紀のやさしい法律カフェ（月） ▽新鮮市場情報（月） ▽京都トークRUN（月） ▽北近畿リポート〈第2週のみ水曜〉 ▽京都府私立中学高等学校連合会 ▽おしゃべりランチタイム（水） | 10:00 となりの森谷さん ▽知って得する!保険アレコレ（火） ▽主婦弁!澤田有紀のやさしい法律カフェ（月） ▽新鮮市場情報（月） ▽京都トークRUN（月） ▽北近畿リポート〈第2週のみ水曜〉 ▽京都府私立中学高等学校連合会 ▽おしゃべりランチタイム（水） | 10:00 妹尾和夫の パラダイスKyoto ▽12:00 - 12:30 やすひろの京も安泰! |
| 11                                       | 10:00 となりの森谷さん ▽知って得する!保険アレコレ（火） ▽主婦弁!澤田有紀のやさしい法律カフェ（月） ▽新鮮市場情報（月） ▽京都トークRUN（月） ▽北近畿リポート〈第2週のみ水曜〉 ▽京都府私立中学高等学校連合会 ▽おしゃべりランチタイム（水） | 10:00 となりの森谷さん ▽知って得する!保険アレコレ（火） ▽主婦弁!澤田有紀のやさしい法律カフェ（月） ▽新鮮市場情報（月） ▽京都トークRUN（月） ▽北近畿リポート〈第2週のみ水曜〉 ▽京都府私立中学高等学校連合会 ▽おしゃべりランチタイム（水） | 10:00 となりの森谷さん ▽知って得する!保険アレコレ（火） ▽主婦弁!澤田有紀のやさしい法律カフェ（月） ▽新鮮市場情報（月） ▽京都トークRUN（月） ▽北近畿リポート〈第2週のみ水曜〉 ▽京都府私立中学高等学校連合会 ▽おしゃべりランチタイム（水） | 10:00 となりの森谷さん ▽知って得する!保険アレコレ（火） ▽主婦弁!澤田有紀のやさしい法律カフェ（月） ▽新鮮市場情報（月） ▽京都トークRUN（月） ▽北近畿リポート〈第2週のみ水曜〉 ▽京都府私立中学高等学校連合会 ▽おしゃべりランチタイム（水） | 10:00 妹尾和夫の パラダイスKyoto ▽12:00 - 12:30 やすひろの京も安泰! |
| 12                                       | 10:00 となりの森谷さん ▽知って得する!保険アレコレ（火） ▽主婦弁!澤田有紀のやさしい法律カフェ（月） ▽新鮮市場情報（月） ▽京都トークRUN（月） ▽北近畿リポート〈第2週のみ水曜〉 ▽京都府私立中学高等学校連合会 ▽おしゃべりランチタイム（水） | 10:00 となりの森谷さん ▽知って得する!保険アレコレ（火） ▽主婦弁!澤田有紀のやさしい法律カフェ（月） ▽新鮮市場情報（月） ▽京都トークRUN（月） ▽北近畿リポート〈第2週のみ水曜〉 ▽京都府私立中学高等学校連合会 ▽おしゃべりランチタイム（水） | 10:00 となりの森谷さん ▽知って得する!保険アレコレ（火） ▽主婦弁!澤田有紀のやさしい法律カフェ（月） ▽新鮮市場情報（月） ▽京都トークRUN（月） ▽北近畿リポート〈第2週のみ水曜〉 ▽京都府私立中学高等学校連合会 ▽おしゃべりランチタイム（水） | 10:00 となりの森谷さん ▽知って得する!保険アレコレ（火） ▽主婦弁!澤田有紀のやさしい法律カフェ（月） ▽新鮮市場情報（月） ▽京都トークRUN（月） ▽北近畿リポート〈第2週のみ水曜〉 ▽京都府私立中学高等学校連合会 ▽おしゃべりランチタイム（水） | 10:00 妹尾和夫の パラダイスKyoto ▽12:00 - 12:30 やすひろの京も安泰! |
| 13                                       | 10:00 となりの森谷さん ▽知って得する!保険アレコレ（火） ▽主婦弁!澤田有紀のやさしい法律カフェ（月） ▽新鮮市場情報（月） ▽京都トークRUN（月） ▽北近畿リポート〈第2週のみ水曜〉 ▽京都府私立中学高等学校連合会 ▽おしゃべりランチタイム（水） | 10:00 となりの森谷さん ▽知って得する!保険アレコレ（火） ▽主婦弁!澤田有紀のやさしい法律カフェ（月） ▽新鮮市場情報（月） ▽京都トークRUN（月） ▽北近畿リポート〈第2週のみ水曜〉 ▽京都府私立中学高等学校連合会 ▽おしゃべりランチタイム（水） | 10:00 となりの森谷さん ▽知って得する!保険アレコレ（火） ▽主婦弁!澤田有紀のやさしい法律カフェ（月） ▽新鮮市場情報（月） ▽京都トークRUN（月） ▽北近畿リポート〈第2週のみ水曜〉 ▽京都府私立中学高等学校連合会 ▽おしゃべりランチタイム（水） | 10:00 となりの森谷さん ▽知って得する!保険アレコレ（火） ▽主婦弁!澤田有紀のやさしい法律カフェ（月） ▽新鮮市場情報（月） ▽京都トークRUN（月） ▽北近畿リポート〈第2週のみ水曜〉 ▽京都府私立中学高等学校連合会 ▽おしゃべりランチタイム（水） | 10:00 妹尾和夫の パラダイスKyoto ▽12:00 - 12:30 やすひろの京も安泰! |
| 14                                       | 14:00 さらピン!キョウト | 14:00 さらピン!キョウト | 14:00 さらピン!キョウト | 14:00 さらピン!キョウト | 14:00 熱血!賃貸塾 ちょうえぇやん                                    |
| 14                                       | 14:00 さらピン!キョウト | 14:00 さらピン!キョウト | 14:00 さらピン!キョウト | 14:00 さらピン!キョウト | 14:30 山田啓二の ローカルフィット                                   |
| 15                                       | 14:00 さらピン!キョウト | 14:00 さらピン!キョウト | 14:00 さらピン!キョウト | 14:00 さらピン!キョウト |                                                                     |
| 15:30 原田伸郎の なにすんのぉ～ラジオ    | 14:00 さらピン!キョウト | 14:00 さらピン!キョウト | 14:00 さらピン!キョウト | 14:00 さらピン!キョウト |                                                                     |
| 16                                       | 14:00 さらピン!キョウト | 14:00 さらピン!キョウト | 14:00 さらピン!キョウト | 14:00 さらピン!キョウト |                                                                     |
| 17                                       | 17:00 ニュース・パレード（文化放送） | 17:00 ニュース・パレード（文化放送） | 17:00 ニュース・パレード（文化放送） | 17:00 ニュース・パレード（文化放送） | 17:00 ニュース・パレード（文化放送）                                |
| 17                                       | 17:15 レコ室からこんにちは | 17:15 レコ室からこんにちは | 17:15 レコ室からこんにちは | 17:15 今旬!インフォメーション | 17:15 大奈の 週刊ダイナリー                                         |
| 17                                       | 17:30 旬!SHUN!ピックアップ | 17:30 内田あや J-Country | 17:30 本日、米團治日和。 | 17:30 〜ココロもカラダもHappyに〜 わかさ生活ラジオ | 17:30 東京大衆歌謡楽団の 京都大衆歌謡ラジオ                         |
| 17                                       | 17:45 ナリふり!!! | 17:30 内田あや J-Country | 17:30 本日、米團治日和。 | 17:30 〜ココロもカラダもHappyに〜 わかさ生活ラジオ | 17:45 今旬! インフォメーション                                      |
| 18                                       | 18:00 明日への扉～いのちのラジオ+～ ～未来へ向かって～ 栄光のレジェンド（ラジオ関西） | 18:00 桂吉の丞のおつかれさん! | 18:00 もとからからりょうば | 18:00 KBS京都エキサイティングナイター | 18:00 KBS京都エキサイティングナイター                               |
| 18                                       | 18:30 門川大作の共汗ラジオ | 18:00 桂吉の丞のおつかれさん! | 18:00 もとからからりょうば | 18:00 KBS京都エキサイティングナイター | 18:00 KBS京都エキサイティングナイター                               |
| 19                                       | 19:00 Snow Man 佐久間大介の待って、無理、しんどい、、 （文化放送） | 18:00 桂吉の丞のおつかれさん! | 19:00 松村邦洋のOH-!邦自慢 （山口放送） | 18:00 KBS京都エキサイティングナイター | 18:00 KBS京都エキサイティングナイター                               |
| 19                                       | 19:00 Snow Man 佐久間大介の待って、無理、しんどい、、 （文化放送） | 18:00 桂吉の丞のおつかれさん! | 19:30 角田龍平の蛤御門のヘン | 18:00 KBS京都エキサイティングナイター | 18:00 KBS京都エキサイティングナイター                               |
| 20                                       | 20:00 ホリー&春さんの祇園恋物語 | 18:00 桂吉の丞のおつかれさん! | | 18:00 KBS京都エキサイティングナイター | 18:00 KBS京都エキサイティングナイター                               |
| 20                                       | 20:30 高松伸の建築物語Ⅱ | 18:00 桂吉の丞のおつかれさん! | | 18:00 KBS京都エキサイティングナイター | 18:00 KBS京都エキサイティングナイター                               |
| 21                                       | 21:00 鈴木康博 フォークソング・メモリーズ | 21:00 成樹・泰史の 火曜の夜をぶっ飛ばせ! 〜やんちゃdeナイト〜 | 21:00 しほう八方、進入きん枝 | 21:00 熊木杏里 夢のある喫茶店 （HBCラジオ） | 21:00 さわたけとハナキン                                            |
| 21                                       | 21:20 京都新聞ニュース・スポーツニュース・天気予報 | | | |                                                                     |
| 21                                       | 21:30 週刊クライテリオン 藤井聡・あるがままラジオ | 21:30 亀渕昭信のお宝POPS （火曜会） | 21:30 世界の天木とインパクト | 21:30 Boys be 角紳太郎のキョーミシンシン!! | 21:30 M10＋                                                         |
| 21                                       | 21:30 週刊クライテリオン 藤井聡・あるがままラジオ | 21:30 亀渕昭信のお宝POPS （火曜会） | 21:30 世界の天木とインパクト | 21:30 Boys be 角紳太郎のキョーミシンシン!! | 21:55 スマイル・オン アース・ザ・センテンス                         |
| 22                                       | 22:00 レコメン!（文化放送） | 22:00 レコメン!（文化放送） | 22:00 レコメン!（文化放送） | 22:00 レコメン!（文化放送） | 22:00 Snow Manの素のまんま （文化放送）                             |
| 22                                       | 22:00 レコメン!（文化放送） | 22:00 レコメン!（文化放送） | 22:00 レコメン!（文化放送） | 22:00 レコメン!（文化放送） | 22:30 「0.1gの 誤算かかってこいよin京都                             |
| 23                                       | 22:00 レコメン!（文化放送） | 22:00 レコメン!（文化放送） | 22:00 レコメン!（文化放送） | 22:00 レコメン!（文化放送） | 23:00 READING WORLD （文化放送）                                    |
| 23                                       | 22:00 レコメン!（文化放送） | 22:00 レコメン!（文化放送） | 22:00 レコメン!（文化放送） | 22:00 レコメン!（文化放送） | 23:30 小野大輔 きょうのはなし                                       |
| 0                                        | 22:00 レコメン!（文化放送） | 22:00 レコメン!（文化放送） | 22:00 レコメン!（文化放送） | 22:00 レコメン!（文化放送） | 0:00 福山潤 キョウトニイケズ                                        |
| 0                                        | 22:00 レコメン!（文化放送） | 22:00 レコメン!（文化放送） | 22:00 レコメン!（文化放送） | 22:00 レコメン!（文化放送） | 0:30 大友良英の JAMJAMラジオ                                        |
| 1                                        | 1:00 山田裕貴の オールナイトニッポン （ニッポン放送） | 1:00 星野源の オールナイトニッポン （ニッポン放送） | 1:00 乃木坂46の オールナイトニッポン （ニッポン放送） | 1:00 ナインティナインの オールナイトニッポン （ニッポン放送） | 1:00 霜降り明星の オールナイトニッポン （ニッポン放送）             |
| 2                                        | 1:00 山田裕貴の オールナイトニッポン （ニッポン放送） | 1:00 星野源の オールナイトニッポン （ニッポン放送） | 1:00 乃木坂46の オールナイトニッポン （ニッポン放送） | 1:00 ナインティナインの オールナイトニッポン （ニッポン放送） | 1:00 霜降り明星の オールナイトニッポン （ニッポン放送）             |
| 3                                        | 3:00 キタニタツヤの オールナイト ニッポン0(ZERO) （ニッポン放送） | 3:00 あののオールナイト ニッポン0(ZERO) （ニッポン放送） | 3:00 佐久間宣行の オールナイト ニッポン0(ZERO) （ニッポン放送） | 3:00 マヂカルラブリーの オールナイト ニッポン0(ZERO) （ニッポン放送） | 3:00 三四郎の オールナイト ニッポン0(ZERO) （ニッポン放送）         |
| 4                                        | 3:00 キタニタツヤの オールナイト ニッポン0(ZERO) （ニッポン放送） | 3:00 あののオールナイト ニッポン0(ZERO) （ニッポン放送） | 3:00 佐久間宣行の オールナイト ニッポン0(ZERO) （ニッポン放送） | 3:00 マヂカルラブリーの オールナイト ニッポン0(ZERO) （ニッポン放送） | 3:00 三四郎の オールナイト ニッポン0(ZERO) （ニッポン放送）         |
| 4:30 上柳昌彦 あさぼらけ（ニッポン放送） | | | | | 3:00 三四郎の オールナイト ニッポン0(ZERO) （ニッポン放送）         |

### 週末
| 時                                                       | 土曜日                                                                 | 日曜日                                                                                       |
| -------------------------------------------------------- | ---------------------------------------------------------------------- | -------------------------------------------------------------------------------------------- |
| 5                                                        | 5:00 たんぽぽの綿毛time♪                                               | 5:00 アクセスKBS（第2土曜の翌日のみ）                                                        |
| 5                                                        | 5:15 心のともしび                                                      | 5:15 健康なんでも相談                                                                        |
| 5                                                        | 5:20 週刊 なるほど!ニッポン（ニッポン放送）                            | 5:15 健康なんでも相談                                                                        |
| 5                                                        | 5:25 毎日元気!毎日笑顔!の『健康劇場』。                                |                                                                                              |
| 5                                                        | 5:30 由紀さおりのハッピーモーニング                                    |                                                                                              |
| 5                                                        | 5:40 ドラマってムジカ                                                  |                                                                                              |
| 5                                                        | 5:50 解決!知っ得プレミアム                                             |                                                                                              |
| 5                                                        | 5:55 解決!知っ得プレミアム                                             |                                                                                              |
| 6                                                        |                                                                        |                                                                                              |
| 6:05 詩の礫 和合亮一のアクションポエジィー（ラジオ福島） |                                                                        |                                                                                              |
| 6:10 録音風物誌（火曜会）                                |                                                                        |                                                                                              |
| 6:15 ピックアップラジオショッピング                      |                                                                        |                                                                                              |
| 6:20 おはようインフォメーション                          |                                                                        |                                                                                              |
| 6:30 1万年堂出版の時間                                   |                                                                        |                                                                                              |
| 6:35 なごみのはんなり京めぐり                            |                                                                        |                                                                                              |
| 6:40 健やかインフォメーション                            |                                                                        |                                                                                              |
| 6:45 納得健康15分                                        |                                                                        |                                                                                              |
| 6:55 京都神様案内                                        |                                                                        |                                                                                              |
| 7                                                        | 7:00 時東ぁみの危機耳ラジオ                                            | 7:00 佐藤竹善 from Sing Like Talking「レコード部屋」（静岡放送）                             |
| 7                                                        | 7:15 健康生活インフォメーション                                        | 7:00 佐藤竹善 from Sing Like Talking「レコード部屋」（静岡放送）                             |
| 7                                                        | 7:30 三山ひろし 演歌の夜明け（スバルプランニング）                     | 7:30 納得健康15分                                                                            |
| 7                                                        | 7:30 三山ひろし 演歌の夜明け（スバルプランニング）                     | 7:45 ピックアップラジオショッピング                                                          |
| 8                                                        | 8:00 川村妙慶の心が笑顔になるラジオ                                    | 8:00 健康生活インフォメーション                                                              |
| 8                                                        | 8:00 川村妙慶の心が笑顔になるラジオ                                    | 8:15 岡村孝子 あの頃ミュージック                                                             |
| 8                                                        | 8:30 羽川英樹の土曜は旅気分 ▽きょうとほっと情報                        | 8:30 日曜ワイド われら夢の途中                                                               |
| 9                                                        | 8:30 羽川英樹の土曜は旅気分 ▽きょうとほっと情報                        | 8:30 日曜ワイド われら夢の途中                                                               |
| 10                                                       | 8:30 羽川英樹の土曜は旅気分 ▽きょうとほっと情報                        | 8:30 日曜ワイド われら夢の途中                                                               |
| 11                                                       | 8:30 羽川英樹の土曜は旅気分 ▽きょうとほっと情報                        | 8:30 日曜ワイド われら夢の途中                                                               |
| 11:55 濱田幸一のキラピカ☆                                |                                                                        | 8:30 日曜ワイド われら夢の途中                                                               |
| 12                                                       | 12:00 森脇健児のサタデースタジアム                                     | 12:00 三宅裕司のサンデーヒットパラダイス（ニッポン放送）                                     |
| 13                                                       | 13:00 サンドウィッチマン ザ・ラジオショーサタデー（ニッポン放送）      | 13:00 ミキの兄弟でんぱ!                                                                      |
| 14                                                       | 13:00 サンドウィッチマン ザ・ラジオショーサタデー（ニッポン放送）      | 14:00 芸人お試しラジオ「デドコロ」（火曜会）                                                 |
| 14                                                       | 13:00 サンドウィッチマン ザ・ラジオショーサタデー（ニッポン放送）      | 14:30 志の輔&雷鳥のなんでか?ニッポン（北日本放送）                                           |
| 14                                                       | 14:55 京都フォークデイズ                                               |                                                                                              |
| 15                                                       | 15:00 K-PRO produce トッパレディオ!                                    | 15:00 山崎弘士のGOGOリクエスト                                                               |
| 16                                                       | 16:00 元気スイッチ                                                     | 15:00 山崎弘士のGOGOリクエスト                                                               |
| 16                                                       | 16:15 まいどあり〜。                                                   | 15:00 山崎弘士のGOGOリクエスト                                                               |
| 16                                                       | 16:30 BSファイン×コネクション                                          | 15:00 山崎弘士のGOGOリクエスト                                                               |
| 16                                                       | 16:45 今旬!インフォメーション                                          | 15:00 山崎弘士のGOGOリクエスト                                                               |
| 16                                                       | 16:55 KBS京都ニュース                                                  |                                                                                              |
| 17                                                       | 17:00 サウンド版 ハンケイ500m                                          | 17:00 今旬!インフォメーション                                                                |
| 17                                                       | 17:00 サウンド版 ハンケイ500m                                          | 17:15 京都四季彩                                                                             |
| 17                                                       | 17:00 サウンド版 ハンケイ500m                                          | 17:20 ラジオショッピング                                                                     |
| 17                                                       | 17:00 サウンド版 ハンケイ500m                                          | 17:30 A&Gメディアステーション FUN MORE TUNE（文化放送）                                      |
| 18                                                       | 18:00 ファンファーレと熱狂のラジオな奴ら                               | 18:00 祇園 pick up あっぷ!                                                                   |
| 18                                                       | 18:00 ファンファーレと熱狂のラジオな奴ら                               | 18:15 歌謡喫茶・昭和                                                                         |
| 18                                                       | 18:00 ファンファーレと熱狂のラジオな奴ら                               | 18:30 明日への扉～いのちのラジオ+～ ～未来へ向かって～栄光のレジェンド（ラジオ関西、再放送） |
| 19                                                       | 18:00 ファンファーレと熱狂のラジオな奴ら                               | 19:00 なにわ男子の初心ラジ!（ニッポン放送）                                                  |
| 20                                                       | 18:00 ファンファーレと熱狂のラジオな奴ら                               | 20:00 音楽☆とらのアナ（火曜会）                                                              |
| 20                                                       | 18:00 ファンファーレと熱狂のラジオな奴ら                               | 20:30 よしもと祇園花月Presents GIONラジオ                                                    |
| 21                                                       | 21:00 Beautiful Tune                                                   | 21:00 Get up 京都〜マグナム石井SHOWタイム〜                                                  |
| 21                                                       | 21:20 京都新聞ニュース・スポーツニュース・天気予報                     |                                                                                              |
| 21                                                       | 21:30 松原晋啓のクマ社長よりBUZZをこめて                               | 21:30 大雲・せいじの坊僧ラジオ                                                               |
| 22                                                       | 22:00 キョートリアル！〜コンニチ的チュートリアル〜                     | 22:00 アルミカンのチラリズム                                                                 |
| 22                                                       | 22:00 キョートリアル！〜コンニチ的チュートリアル〜                     | 22:30 勇さんのカタリズム                                                                     |
| 23                                                       | 23:00 夜の本気ダンスのラジダン!                                        | 23:00 モーニング娘。のモーニング女学院〜放課後ミーティング〜（ラジオ日本）                   |
| 23                                                       | 23:30 SixTONESのオールナイトニッポンサタデースペシャル（ニッポン放送） | 23:30 X-GUNの激烈!ガッテム                                                                   |
| 0                                                        | 23:30 SixTONESのオールナイトニッポンサタデースペシャル（ニッポン放送） | （0:00 - 5:00 放送休止）                                                                     |
| 1                                                        | 1:00 オードリーのオールナイトニッポン（ニッポン放送）                  | （0:00 - 5:00 放送休止）                                                                     |
| 2                                                        | 1:00 オードリーのオールナイトニッポン（ニッポン放送）                  | （0:00 - 5:00 放送休止）                                                                     |
| 3                                                        | 3:00 オールナイトニッポン0(ZERO)（ニッポン放送）                       | （0:00 - 5:00 放送休止）                                                                     |
| 4                                                        | 3:00 オールナイトニッポン0(ZERO)（ニッポン放送）                       | （0:00 - 5:00 放送休止）                                                                     |

### 特別番組・期間限定番組
- 全国高等学校野球選手権京都大会[注釈 6]、滋賀大会決勝[注釈 7]
- 全国都道府県対抗男子駅伝中継（1月第3日曜 12:15 - 15:15 中国放送制作）
- 全国車いす駅伝競走大会中継（2月第4日曜 11:00 - 12:54）
- 京都マラソン中継（3月第2日曜 8:30 - 10:30）
- ボートレースラジオ実況中継（SG・PG1優勝戦開催日 16:30 - 16:55または20:30 - 21:00 文化放送制作）[注釈 8]
- KBS京都エキサイティングナイター（『ニッポン放送ショウアップナイター』のネット受け）
- ネイビーズアフロのラジオにセント（ナイターオフシーズンのみ、木曜19:30-21:00）

裏送り番組
- わかさ生活プレゼンツ 角谷建耀知の出来ることから始めよう!（朝日放送ラジオ・文化放送にて放送。KBS京都は制作のみで、自社では放送なし[1]）

### 終了した番組

#### 自社制作
平日朝
- 朝からハッピー
- ナイスモーニング6時です（月 - 土）月・水・金＝ 広見早苗　火・木・土＝ 山口進
- お早ようキンキ!ハイハイ福郎です!! - 山崎弘士のおはようサンシャイン（1981年4月 - ） - 小南陵のおはようサンシャイン - 武部宏のおはようサンシャイン（1984年4月 - 1987年6月） - つボイノリオのおはようアドベンチャー（1987年7月 - 1992年3月） - 諸口あきらのフレッシュモーニング（1992年4月 - 1996年9月30日） - めざましRadio 〜おはよう!寿・新鮮組〜（1996年10月1日 - 1998年3月31日）

平日昼前
- KBSワイドサロン
- KBSワイドマ・ナウ → ひるまでスパーク!尾崎千秋です（1977年4月 - 1979年3月） → 池田幾三のザ・トゥディー（1979年4月 - 1985年9月） → 鈴木邦男の家内安全（1985年10月 - ）
- 京都江戸組参上[注釈 9]
- 話のターミナル（1996年9月26日終了）
- （ただ今勤務中!）森谷威夫のお世話になります!（2005年4月4日 - 2019年3月28日、月 - 木曜）

平日昼過ぎ
- ヒット歌謡只今まっぴるま
- アタックワイド2:00
- ふれあい歌謡ショップ
- 川上のぼるのいただきます歌謡曲(太秦映画村のサテライトスタジオから生放送)
- ふれあい情報にしひがし PART1 加東康一の芸能スクランブル （東京支社・銀座POPスタジオから生放送）
- ふれあい情報にしひがし PART2 泰子の京都インTOKYO（東京支社・銀座POPスタジオから生放送）
- 山崎弘士のお昼は天国[注釈 9] → 山崎弘士の満員御礼!（1988年4月 - 2003年3月） → YAMAMORIラジオ!!（2003年4月 - 2005年3月）
- 杉原徹のえがおワクワクにしひがし→若原瞳のひとみいきいきにしひがし（東京のスタジオから生放送）
- 京都大好きラジオ（1995年4月 - 2001年3月29日）
- 京都ごごいち（2001年4月2日 - 2002年3月29日） → ひるDoki（2002年4月1日 - 2003年3月）
- 里見まさとのSCAN KYOTO（2007年4月2日 - 2009年3月26日）
- City NOW 京都午後3時（ - 1983年3月）
- ちあーUP京都
- 音楽わいど ラジオ・ビュー（2009年3月30日 - 2012年9月26日）
- 海平和にズキュ〜ン
- 松井桂三のさんさんわいど（2006年4月3日 - 2007年3月）

平日夕方
- KBSワイド・スコープ（桂米朝、笑福亭仁鶴、笑福亭鶴光、桂春蝶、月亭八方、桂文珍、露乃五郎）
- 上岡龍太郎のなつメロ大全集→上岡龍太郎・桂春蝶の一夕二聴なつメロ大全集（1975年 - 1988年）[注釈 9]
- 村上祐子の情報ラジオピア（1999年10月4日 - 2003年3月29日） → 笑顔がいちばん・村上祐子のラジオかまい隊（ - 2004年3月25日） → ゆうYOU京都（2004年4月 - 2006年3月）
- KBSエリア5
- KBS京都ラジオ夕刊 - KBS NEWS LINER
- 斬!居酒屋・清次
- 平野智美のヒール・リラックス
- 妙慶のROCOCOなひと時
- 劇的ラジオ!?
- 長原成樹・天海源一郎の夕刊マーケット
- スポーツジャーナル〜Athlete-Club
- 山口進の落語NEXT
- 進と染二のとりあえずラジオ
- 梶原誠の脳内トレーニングラジオ OH!脳
- KBSハーバーRadio（1998年4月 - 1999年9月30日）
- 藤田純の『やるしかないだろ!（？ - 2022年3月、水曜 18:30 - 19:00）
- キキミミ（2023年6月5日 - 2024年3月25日、月曜 18:30 - 19:00）

平日夜
- FOUR by FOUR-言葉のハーモニー（月曜 19:30 - 20:00）
- 和泉修のワッツ・フレンズ!（月曜 20:00 - 20:30）
- 男と女のおしゃべりナイト（火曜 19:30 - 21:00）
- 平野智美の京都生活（水曜 21:30 - 22:00）
  - 木村寿伸の京都生活
- 鋭ちゃん・幾三のかくしゃく・しかじか・月曜日!
- Ai&Kosenのアン・ドゥ・トロワ
- Glow〜生きることが光になる〜
- 河内先生のeyeの相談室
- ポセイドン・石川のRide on night!
- 諏訪あいの夢見る宝塚
- 木下晃一 いつも心に太陽を
- 栢木寛照熱血説法 こころのラジオ（全国8局ネット）
- 川野義光のMETAL of the NIGHT
- HOT SPICE!!
- いくよくるよのどやさマンデー（? - 2023年3月27日、月曜 21:00 - 21:20）
- 26回のホら話（木曜 18:00 - 19:00、2021年10月 - 2022年3月）
- 諏訪あいの夢見る宝塚（? - 2023年9月）

平日深夜（土日もしくは土曜も放送されていた番組もあり）
- スタジオ300 - 日本列島ズバリリクエスト（1972年10月2日 - 1979年3月31日） - ハイヤング11（1979年4月 - 1981年3月） - ハイヤングKYOTO (第一期)（1981年 - 1987年） - フリーキャンパスKYOTO（1987年4月 - 1988年3月） - ミュージックステーション（1988年4月 - 1989年3月） - はいぱぁナイト（1989年4月3日 - 1996年3月） - ハイヤングKYOTO (第二期)（1996年4月 - 1999年9月）
- ミュージック・オン・ステージ
- オーケイ・チョップリンのGAYA
- 花となれBoys&Girls
- 藤崎マーケットの今夜もとことんしゃべレディオ!
- 似せ者.JP
- いしいしんじのころがるいしのおと
- ブルーオーシャン戦略
- ヨルプレ!
- バス アングラーズRadio
- コベキャン☆プレスタ
- 増田俊樹・古川慎のごりやく☆研究所

金曜日朝
- 戸田順子のモーニングステーション（2004年4月 - 2006年3月）

金曜日午前
- ハウディ・ラジパルタウン（金・土）
- あすかい雅和のごきげんフライデー
- いくよ・くるよのはりきりフライデー（1990年4月 - 2006年3月31日）
- ただ今勤務中!平野智美もお世話になります!!

金曜日午後
- 山口進のラジオもうカルチャー（金・土）
- パンプキンスクエアー  （1984年4月 - 1986年3月、金・土）
- 山口進のと・き・め・き・5
- 和多田勝の週刊金曜日 → 池田幾三のおたすけラジオ → ◆ケツカッチンのラジオ七福神
- あんDOきょうと（2006年4月7日 - 2009年3月27日）
- 京都検定!なるほど研究所（2005年4月 - 2008年9月26日）
- 遠藤奈美の京都生活
- 京都 まつりの歳時記
- 池田幾三の旅にいくぞ〜!（2003年4月 - ）
- 金曜やのパンチ★（2011年4月8日 - 2014年3月28日）
- おききのラジオは山沖です
- 塩見祐子のごきげんよう!（2012年10月3日 - 2022年3月24日）
- 竹内弘一のこういっちゃナンですが（? - 2024年3月29日、金曜 15:30 - 17:00）

金曜日夕方
- ばんばひろふみのKYOTO Revolution（ - 1999年3月）
- 金曜ジャルジャルアワー
- Qyotoのはんなりタイム（2020年4月2日 - 2023年3月31日、金曜 22:30 - 23:00）
- PIGGSの豚金ラジオ（2023年4月7日 - 2024年3月29日、金曜 22:30 - 23:00）

土曜午前
- 上岡龍太郎のウィークエンドジャーナル
- サタデーニューストレイン
- ハイハイ朝丸です!!→土曜です 朝丸のモーニングサークル→桂枝雀のモーニングサークル → 桂小米朝の土曜は音楽気分→桂塩鯛のサークルタウン（1992年4月4日 - 2015年3月27日）
- 今西慧の人間・起承転結（1984年頃、9:30 - 11:00枠）
- 早川一光のばんざい人間!!（1987年10月3日 - 2018年3月31日）
- 對馬京子サタデーチューンナップKYOTO（2019年4月 - 2023年4月1日、土曜 7:30 - 8:00）

土曜昼過ぎ
- サタデースタジアム( - 1981年3月)
- あなたのメモリー・土曜リクエスト（1982年 - 1984年）
- パンプキンスクエアー（1984年4月 - 1986年3月） → サタデーミュージックベストテン → ベストヒット歌謡曲（1986年4月 - 2002年3月） → besthit Kyoto
- 南かおりのHello Musicらんど（2004年4月3日 - 2008年3月30日）

土曜夕方
- 日髙のり子の Tokyo Wonder Jam うり!うり!うりほぅ!（1998年4月4日 - 2001年3月31日）→日髙のり子のHAPPY@（2001年4月7日 - 2004年3月27日）
- 土曜!藤崎ぷ〜ケット（2010年4月10日 - 2012年3月30日）
- 中川喜久のシルバー讃歌
- トワイライトランデヴー
- 高松伸の建築物語
- Kyoto Jumble Street
- 池田幾三のちょっとサタデー
- つボからボイン（2012年10月6日 - 2018年9月29日）

土曜夜
ナイターオフは『森脇健児のサタデーミーティング』放送のため、金曜日の夜間帯に放送。
- span!三世
- スマイルのあいウーイェイお
- レコ室からこんにちは
- 京の菓子ごよみ
- アインシュタインのヒラメキラジオ
- ネイビーズアフロの聴けばミヤコ!

土曜深夜
- カウントダウンRadio
- 圭・修のGOOD GOOD WAVE
- 130R のきなみハイテンション
- 京都発!吉本決死隊
- M3 〜森谷威夫のモリモリマニア〜
- カウントダウンRadio
- ワイルド9ピッチ（土曜 21:30 - 22:00）

アニラジ
- 小森まなみのミッドナイトパラダイス（1989年 - 1990年）
- B-UNIV・バーチャファクトリー
- 根谷美智子・愛のフューチャーランド（1995年4月 - 1995年9月）
- 菅原祥子のももんがTIME→菅原祥子のももんがTIME（ツーダッシュ）

日曜午前
- 丸物WAIWAIカーニバル→きんてつWAIWAIカーニバル
- 全国歌謡ベストテン（全国ネットでの放送が打ち切られた1997年から自社制作ローカル番組として継続）
- 日曜想い出リクエスト→日曜想い出メロディ
- サンデーチューンナップKYOTO
- 林ひろしのサンデースパイス
- We Dig Country Music
- 仁鶴の日曜想い出メロディー（? - 2022年3月）
- 武部宏の日曜とーく（1997年4月6日 - 2023年7月30日）

日曜午後
- 山崎弘士のGOGO電話リクエスト（初期）
- GOGO電リク（有光豊・美里直子時代）
- 電電サンデータイム
- ヤングテレフォンQ&A
- 日曜日、午後のアクアリウム
- サンデースペシャル よしもとお笑いコロシアム
- 伊舞なおみのみんながメダリスト（2007年4月8日 - 2014年3月30日）
- ハッピーサンデー
- ハイランドサウンドボックス
- 久米村直子のSuper Duper Sunday（? - 2024年3月31日、日曜 14:00 - 17:00）

- まさにマリィの京都生活（2008年9月28日終了）
- 湖国な気分
- 山田幸代のOnly One Radio（？- 2022年3月、日曜 17:30 - 18:00）
- ヨーロッパ企画のブロードウェイラジオ!（2014年10月3日 - 2022年10月16日）

日曜深夜
- 青春ベジタブル
- 大﨑洋と坪田信貴のらぶゆ〜きょうと（2020年4月5日 - 2023年9月24日）

その他
- 北村謙のニューフォークタイムス
- 岸部シローのサンデー貯金箱
- 松本美香・オジンオズボーンのビタラジ
- 森脇健児の突撃!日本列島 - What's up - e-biz（以上3番組は都築学園グループ一社提供、一部地域ネット）
- 秋人のスターダストガーデン
- アクションヤング大丸
- アクセスKBS
- 浅野みち子の今夜だけきっと
- アサプレ
- いいコト元気☆ちょうダイナ
- 岩男潤子のハッピーフライト
- インディアンスのだって僕たちお調子者
- Wake Up 京都（木曜 5:20 - 5:50）
- 卯兵衛の"今日も一緒に!"〜京都の人、こだわりのDNA〜
- M10+
- 大野実の夢の応援団
- おてつぎ運動の時間
- おでん屋「スポーツちくわぶ」
- オトダマ・ラジオ
- Oto-Ribbon
- 女と男と木村のシャバダバ元気!
- 拡散希望!!
- かたつむり大作戦（交通遺児育英チャリティー。毎年春の大型連休に開催し、短時間ながらテレビとのサイマル放送も実施されていたが、 2005年で終了。）
- 歌謡曲だよ人生は
- 烏丸アナ小路上ル
- 菊池智津の快適相談室
- 喫茶さわたけ
- 木村寿伸 オトナの90分一本勝負
- 京都四季彩
- 京都・丹波Do! たんばRadio
- 今日はQyotoにおいでやす
- 今日も気分は日本晴れ!
- きらめき日和
- 銀シャリの炊きたてふっくらじお
- 金曜!生デス!麒麟デス!!
- CLAMPの京都上ル下ル
- 黒田征太郎の人間・起承転結
- 競馬展望
- KBSサテスタバラエティ
- KBSトップ10
- 元気のはじまり ひらめきテラス
- コージーっぽい
- 心ふれあう、やすらぎの医療
  - 私たちの京都、つながりの医療
- こせんのおしゃべり局長
- こちら青春放送局
- こちらヒラタ屋 京都本店
  - こちらヒラタ屋〜すっべらない冬の旅行案内〜
- コロムビア・ユアートップミュージック
- 災害シミュレーションラジオ〜その時あなたは
- 紗井六耀 音楽のつづれ織り
- 咲かせてみーや
- ザ・ディスコティックショー
- サトウヒロヒサの「眠りにつく前に」
- サンマルコからボンジョルノ
- JRAターフジョッキー（2005年3月終了）
- 知って安心〜専門職が伝える在宅医療と介護の今〜
- 週刊ラジオ『表現者』
- シング・スウィング・ソング
- すこやか生活便
- 鈴木美智子の脳活ラジオ
- 諏訪彩花と大空直美の「“送信”少女まとい」ラジオ!!
- 青春グラフィティー
- ぞうさんのハレハレジョッキー
- 高橋マキのぐるぐる京都
- 多岐川舞子のちょっときいておくれやす
- 竹内弘一のズキュ〜ン♡
- 武田道子の京おんなミニトーク
- 武部亮太郎の9回2アウト（日曜 18:15 - 18:30）
- 多屋澄礼のNew Kyoto
- たんたんおうみ
- 地下鉄に乗るっ〜京都建設案内〜
- チキチキジョニーのブスはラジオでバレません
- ディスコメイトタイム
- 中川家のはまぐり御門お笑いバトル!
- 中司正美・夢をかぞえて
- 中村詩織のちょっとうたかた
- なつかしの昭和歌謡史（日曜 5:55 - 6:10）
- NASHVILLE HOT-LINE
- なつめろ一番鶏
- にこやか本舗（ラジオ日本、ラジオ大阪などで放送）
- 日曜夕方サザエのつぼやき（日曜 18:30 - 19:30）
- 子の刻ひろば
- ハイランド・サウンドボックス
- ハイランド22ヤングアダルト
- ハイランド22ヤングヤング
- ハイランド22ヤングレディ
- 羽川英樹の京・奈良・近江☆みつけ旅
- ハッピーのアンテナ
- 原哲寛平の歌謡大爆笑
- ハリある暮らし
- ピアニストの詩
- 平野真理 Touch Your Heart
- ぴよっとナミいる ぴよナミ!
- ぴよぴよラジオ
- 弘樹とひろみの男と女
- 博也とまどかの歌謡ロード
- ファーマフーズぴよっと歌謡曲
- ファーマフーズ夕暮れぴよタイム
- feel good morning
- 福田みのるの歌謡ノスタルジア
- 藤井大丸テレフォンリクエスト
- 藤本義一の奥様サロン
- フリーウェーブめいどいんきょうと
- プリマ旦那の今夜も嫁がナイト
- ふれあい歌謡ショップ
- ふれあいミュージックスタジオ
- べかこの満員御礼
- 星空のランデヴー
- 本多隆朗の京のあったか円かじり
- マイワールドII〜こだわりの主張〜
- マガジン'74 - マガジン'75
- ミュージック・オン・ステージ
- ミュージックフォトブック
- みんなイキイキ生活
- めざせキャンパス!ナシオ塾→アプロアナイト24時
- めざめの一歩
- メッセージ・フロム・J
- モタメカ30分
- 森本ケンタのハッピータイムRADIO
- 諸口あきらの今日の激辛
- 山口進のワンツースリーM
- 山崎弘士の人めぐり・音めぐり
- 山崎弘士の横綱番付リクエスト
- 山崎弘士のリーブル京都
- やまとごころ探訪
- 山村宙載の人生はバーベキューだ!!
- ゆうこと祐子のなんでもない夜
- 勇さんのGO!GO!ユーストン
- ラジオ who's who
- Lovers天外（土曜 21:20 - 21:50）
- ラニーノーズの鼻![注釈 10]（2020年10月 - 2023年9月30日）
- Let's RUN（土曜 5:30 - 5:55）
- ロザンのありおりはべりいまそかり!
- 丸物ワイワイカーニバル（笑福亭鶴光、笑福亭鶴瓶） → 近鉄ワイワイカーニバル（きたむらけん、桂文珍、ザ・ぼんち、太平サブロー・シロー）
- わかさ生活社長 角谷健耀知の人生は蒔いた種に実を結ぶ
  - 角谷健耀知 夢、約束の聖地
- 和牛のおもしろ牧場
- ワコールラブコンサート
- 私の街から医食同源物語（全国11局ネット）
- ワタナベフラワーわちゃラジオ
- わっしょい土曜日!
- われらスイング仲間
- ワンダフルナイト

## テレビ
放送日時を複数表記したものについては、先に挙げたものが初回の放送である。
「☆」を付したものは他社との共同制作。サンテレビでも放送されているものには「△」を付した。
なお、アニメ番組全般については「KBS京都アニメ番組放送一覧」を参照。

### 自社制作

#### 情報・報道
- KBS京都ニュース（毎日 11:55 - 12:00、土・日曜 17:55 - 18:00）
- きょうとDays（月 - 金曜 17:35 - 18:00）
- きらきん!（金曜 12:53 - 14:25）
- きょうと経済テラス キュンと！（金曜 21:00 - 22:00）
- 谷口流々（土曜 9:30 - 10:00）
- SUNNY TIME（土曜 10:30 - 11:55）
- あぐり京都（第4日曜 12:00 - 12:30）

#### 音楽
- 大林幸二"歌旅"きょうの夜!（日曜 24:30 - 24:45）
- μ-Point[注釈 11]
- Music Crossroad〜音楽交差点〜[注釈 11]（第2・3土曜 12:30 - 12:55 など）

#### バラエティ
- 勇さんのびわ湖バイタル研究所（月曜 25:30 - 26:00）
- てっぺんとったるで!（土曜 22:00 - 22:30）
- ヨーロッパ企画の暗い旅（土曜 24:30 - 25:00）
- あんぎゃでござる!!（日曜 22:30 - 23:00）☆

#### スポーツ
- 目指せ!!クラウン!16（金曜 23:00 - 23:30）
- うまDOKI（土曜 15:00 - 16:00）△
- エキサイティング!J [注釈 12]
- 全国高校野球選手権大会中継 [注釈 13]
- KBS京都エキサイトナイター（ナイターシーズン）
- タイガース・フィーバー（ナイターオフシーズン）
- 高校サッカー中継☆[注釈 14]

#### その他
- 京の水ものがたり（月 - 金曜 17:00 - 17:05、木曜 19:55 - 20:00、土曜 17:35 - 17:50（15分版））
- 原日出子の京さんぽ（月 - 金曜 11:00 - 11:25）
- 京都画報（KBS京都制作、第1火曜 20:00 - 20:55） - TOKYO MX・BS11との共同制作
- 馬るごと大好き ポスター牧場（金曜 20:55 - 21:00）
- 夢追人〜農に生きる〜（第2土曜 12:00 - 12:30）
- 週末指定席（不定期 土曜 19:00 - 20:55）
- 岡崎体育の京の観察日記（土曜 22:30 - 23:00）
- おはよう!輝き世代（日曜 6:00 - 6:30）
- 比叡の光（日曜 8:45 - 9:00、開局以来、定期的に放送されている）
- 歯っぴーライフ（偶数月の第2日曜 12:00 - 12:30）
- あぐり京都（第4日曜 12:00 - 12:30）
- 京都浪漫 悠久の物語（日曜 21:00 - 21:55） - BS11との共同制作。BS11では月曜 20:00 - 20:55に放送
- "歌旅"きょうの夜!（日曜 24:30 - 24:45）
- 黒谷和紙応援キャンペーン（月 - 木曜・土曜 12:55 - 13:00、金曜 14:55 - 15:00）
- KBS京都お買物情報
- 新春狂言（毎年正月）
- 炎の祭典 阿含の星まつり（毎年2月11日に放送、多くの独立局でもに同時・時差ネット）
- 祇園祭山鉾巡行 前祭（毎年7月17日に放送、2008年までは関西テレビ☆京都チャンネル、2022年はBS11との共同制作）[注釈 15]
- 祇園祭山鉾巡行 後祭（毎年7月24日（2014年 - ）に放送、2022年はBS11との共同制作）[注釈 15]
- 私立中学・高等学校ガイド（月・火曜 17:30 - 17:45）[注釈 16]
- 全国高校生「人間が大好きです!」表現コンテスト

### 他社制作
「※」を付したものは、キー局と同系列の在阪局で放送されていない。なお、特記しないものはキー局が制作したものである。
「○」は権利切れのドラマ再放送。
独立局
サンテレビジョン（サンテレビ）
- 淡路島へ行こう!（月曜・水曜 18:55 - 19:00 △）
- 熱血!!ゴルフ塾!NEO（水曜 23:30 - 24:00 △）
- カベポスター・天才ピアニスト・フースーヤのワチャラチャ忍忍（土曜 21:00 - 21:30 △）
- ビッグフィッシング（土曜 21:30 - 22:00 △）
- みんなで歌おう♪楽しい童謡コーラス（日曜 8:30 - 8:45 △）
- KOBE LIFE（不定期 △）
- 新春!よしもと大爆笑（毎年正月 △）

とちぎテレビ
- U字工事の旅!発見（日曜 9:30 - 10:00 △）
- 魅せます!とちブラ（日曜 17:00 - 17:15）

群馬テレビ
- ダイアンのガチで!ごめんやす（金曜 23:30 - 24:00 △）

テレビ埼玉（テレ玉）
- いろはに千鳥（木曜 22:00 - 22:30）

千葉テレビ放送（チバテレ）
- ミュージック・シャワー（月曜 8:00 - 8:29）
- 白黒アンジャッシュ（水曜 24:00 - 24:30）
- 牧野裕のEnjoy Golf（木曜 23:00 - 23:30）
- ドシラソファミレオン♪（金曜 9:00 - 9:30）
- 初春 浅草お茶の間寄席（毎年正月）

東京メトロポリタンテレビジョン（TOKYO MX）
- We are STARDOM!!〜世界が注目!女子プロレス〜（水曜 22:30 - 23:00 △）
- 宝塚カフェブレイク（金曜 8:00 - 8:29 △）
- わたしの芸術劇場（日曜 19:00 - 19:30）

テレビ神奈川（tvk）

- 洋楽天国+（金曜 25:30 - 26:00）
- アルコ&ピースのほんの気持ちですが!（日曜 22:00 - 22:30 △）

岐阜放送（ぎふチャン）
- 新春筝曲（毎年正月）

三重テレビ放送（三重テレビ）
- 新・ええじゃないか～いい旅いい発見～（火曜 22:00 - 22:55 △）
- NINJA〜忍び者の生きる道〜（月1回 火曜 20:00 - 20:55 △）

日本テレビ系
- 新五捕物帳（○木曜 12:00 - 12:55）
- 長七郎江戸日記（○金曜 12:00 - 12:53）
- ボウリング革命 P★League（金曜 22:30 - 23:00 BS日テレ ※）
- 新金沢小景（土曜 17:00 - 17:05 テレビ金沢 ※）
- 友近・礼二の妄想トレイン（不定期 BS日テレ ※）
- おぎやはぎの愛車遍歴 NO CAR, NO LIFE!（不定期 BS日テレ ※）

テレビ朝日系
- おにぎりあたためますか（毎月最終水曜を除く 22:00 - 22:30 北海道テレビ ※△）
- 前川清の笑顔まんてんタビ好キ（金曜 19:00 - 19:55 九州朝日放送）
- 八丁堀の七人（火曜 19:00 - 19:55）
- 必殺仕事人V・激闘編（○木曜 19:00 - 19:55）
- はぐれ刑事純情派（○土曜 14:00 - 14:55）
- 暴れん坊将軍III（○日曜 14:00 - 15:00）
- プロ野球リレー中継（リレーナイター）（朝日放送テレビ 水曜[注釈 19] △）
- 高校野球リレー中継（朝日放送テレビ制作 sky A・sports+、BS朝日でも放送 △）
- LOVE HOKKAIDO（不定期 北海道テレビ）

TBSテレビ系
- 高校ラグビー大会中継（試合により、※）
- ありがとう第一シリーズ（月曜 - 金曜 15:00 - 15:55）
- 大岡越前 (第11部)（○火曜 12:00 - 12:55）
- 水戸黄門（第十四部）（○金曜 19:55 - 20:54）

テレビ東京系
- 大江戸捜査網（○月曜 12:00 - 12:55）
- あばれ八州御用旅（○水曜 12:00 - 12:55）
- となりのスゴイ家（水曜 21:00 - 21:55 BSテレ東）
- ワタシが日本に住む理由（木曜 21:00 - 21:55 BSテレ東 ※）

フジテレビ系
- 鉄道伝説（月曜 9:00 - 9:30 BSフジ）
- 古閑美保のゴルフチャレンジアスリート（水曜 23:00 - 23:30 BSフジ）
- 鬼平犯科帳III（○水曜 19:00 - 19:55）
- はやく起きた朝は…（日曜 7:30 - 8:00 ※）
- 山・海・漬（日曜 13:00 - 13:30 岩手めんこいテレビ △）
- ゴリパラ見聞録（不定期 テレビ西日本 △）

海外ドラマ
- 漆黒の四重奏（月曜 - 木曜 13:30 - 14:00 韓国）
- 憎くても愛してる（月曜 - 木曜 14:30 - 15:00 韓国）
- ピノキオ（火曜 21:00 - 22:55 韓国・SBS）（2話連続放送）
- 師任堂、色の日記（金曜 12:00 - 12:53 韓国・SBS）

その他（専門チャンネル・プロダクションなど）
- 太田和彦のふらり旅 新・居酒屋百選（月曜 22:00 - 22:30 BS11）
- 新歌謡曲の匠（火曜 9:00 - 9:30 BS12 トゥエルビ）
- Anison Days（火曜 24:00 - 24:30 BS11）
- うたなびMAX!!（水曜 8:00 - 8:29 日音制作）
- 竹島宏の歌MAX（水曜 9:00 - 9:30 オフィスK）
- 目で聴くテレビ（木曜 8:00 - 8:29 障害者放送通信機構）
- ソルトフィッシング パラダイスTV（木曜 23:30 - 24:00 リライズ △）
- Music B.B.（木曜 25:30 - 26:00 アークミュージック △）
- CM INDEX（金曜 22:00 - 22:30 東京企画 △）
- 真夜中のシークレット学園（金曜 26:30 - 27:00 △）
- ライフ・ライン（土曜 6:30 - 7:00 太平洋放送協会 △）
- スギちゃん旅は浪漫だぜぇ～沖縄編～（日曜 19:30 - 19:55 旅チャンネル）
- ケンコバのバコバコナイト（日曜 25:15 - 26:10 ダイフク企画 △）
- ケンコバのバコバコテレビ（前身）
- 全国秘境駅ファイル（定期放送・フィラー放送として用いる）
- Railway Story（火曜 20:00 - 20:55、土曜 19:00 - 19:55 など、遅れネット番組の遅れ日数調節時にも放送される場合がある）
- みうらじゅんのマイブームクッキング（不定期）
- 日本ふるさと百景
- 憧れレストラン
- 水田信二の注文の多い料理教室（不定期 BSよしもと）

### 終了した番組
太字はハイビジョン制作。

#### 自社制作
自社単独制作
- 嗚呼!越山先生
- アイドルお嬢様
- 飯星景子の京都からの招待状II
- 一夕二聴ナツメロ大全集
- Weekly925
- えきまえDonDon
- 榎木孝明 京を彩る
- エリアジャーナル
- えりすぐり!チャンネル
- L7 ONAIR〜station music TV〜
- 演歌TV.com
- おうちごはん物語
- おやかまっさん
- 温泉女子
- GIRLS GOLF CIRCLE
- カオスパニック
- かたづけドキッ!
- 歌謡サロン 演歌がええじゃん
- 川中さんの健康の秘訣
- 河原町パラダイステレビ
- 関西未確認情報なんじゃかんじゃ調査団
- がんばれ!京都の子どもたち
- Kyoカラ・OK!
- 京ことコト
- 京スポ〜SPORTSNEWS ENTERTAMENT〜
- 京都あかでみー
- 京都インディーズ・ジョーンズ
- 京都江戸組参上
- 京都隠れ家散歩
- 京都企業ファイル
- キョウトクチュール
- 京都建築探偵団
- 京都恋検定
- KYOTO塾
- 京都・時の証言者
- KYOTOの休日
- 京都ラーメン小町
- 京のいっぴん物語
- 京の菓子ごよみ
- 京のまち
- 京パチだ・い・す・き
- 京プラス
  - 京都新聞きらり夕刊
- キヨコスコープin京都・滋賀
- きらめき☆Story
- 金曜五時。
  - キンゴジ
- 芸妓えれがんす
- 芸能夢舞台 〜京都歌めぐり・踊り絵巻〜
- 競馬展望
  - 競馬展望プラス
- 競馬TODAY
- KEIBAワンダーランド
- KBS京都ニュース
  - KBS京都ニュースファイル（共同通信社からのテレビ文字ニュース）
- ゲームってeですね!
- Go on
- GO GO ポッピン
  - GO GO ポッピンMTV
  - GO GO ポッピンフレンズ
  - まちかどポッピン
- 極上の京都〜京都人の案内する本物の京都〜
- ごりやくさん
- GOLFいこう
- KONG&KAPPA街でカッポレ
- コンビニTV TKOのおきて
- サンガタイム
- サンガ@LOVE
- サンガレボリューション
- J-ROCK ARTIST COUNT DOWN 50→J-ROCK ARTIST BEST 50→J-ROCK ARTIST TOP30
- JEFF@KYOTO 京都で使える英会話
- 四季の福知山
- 週末ライブ キモイリ!
- しゅわしゅわ京都
- 旬感☆きょうと府
- 笑激!!よしもとライブ
- ショート・ショウシリーズ
- 女子ラボ.TV
- スーパータイムリー930
- スキップモーニング
- 世紀末TV 倫理の谷間
- タイガース・フィーバー -上岡龍太郎
- 大学対抗ザ・寿GAME
- タイムリー10
- 谷口な夜
  - 谷口イズム
- 田渕岩夫の得ダネ!てれび
- 田渕岩夫のもうかりまっか?
- ダルコロ!
- DANCE SHUFFLE
- チャレンジ90
- 中央競馬ダイジェスト
- deちゅう
- テツなひととき
- とことん混沌カオスTV
- とっぴもナイト
- ドル虎
- 中島貞夫とめぐる 京都シネマ紀行
- 中島貞夫の邦画指定席
- 日曜シネマ倶楽部
- NEWSうしろの正面
- ニュースきっちん
- ニュース京都930
- NEWSワイド京都
- ネットワーク滋賀 -蜷川久美子
- HR/HM
- 羽田美智子の京都専科
- ハッピー歌う音（オン）ステージ
- ハッピーシニアライフ
- 蛤御門市場
- 原田伸郎のうたごえてれび
- 原田伸郎の旅しま専科
- VALUE!サンガ
- 俵太のいろはにほ〜へ〜
- ふく苗のひみつの京都
- ふれ愛さんか〜いきいき福祉〜
- ヘレンの大家族奮闘記
- ぽじポジたまご
- 舞妓みらくる
- 舞鶴市政だより
- 守ろう!藤袴
- 宮城まり子のチャリティーテレソン（『かたつむり大作戦』の前身キャンペーン番組）
- 宮津市政だより
- 未来創造対談-日本復活の処方箋-
- 未来26
- もらえるドットTV
- 森と人と、
- 森脇伝説
- やのぱんの生活情報部
- 山崎弘士のお昼は天国
- 夢・元気人
- 吉本☆ぐいピコ!
- よしもと興業京都支社
- 吉本はまぐり御門劇場
- Live5（『京都新聞きらり夕刊』を内包）
- 楽珍近江 -蜷川久美子、中田尚希
- らくらぶ。→らくらぶR
- ラボプラス
- Kyobiz
  - 京biz
    - 京bizW
    - 京bizS
    - 京bizX

他社との共同制作（全て「☆」）
- こんにちは!奥さん2時です（サンテレビ・東京12チャンネル 放送当時はテレビ大阪未開局）
- こちら海です（福井テレビ・サンテレビ・テレビ和歌山）
- スーパー・アイドル・ネットワーク（2002年4月 - 9月 サンテレビ）
- らぶかん（2002年4月 - 2003年3月 同上）
- TAKARAZUKA 美の旅人たち（TAKARAZUKA SKY STAGE）
- カルチャーSHOwQ〜21世紀テレビ検定〜（東名阪ネット6、幹事はtvk）
- 俺旅。（東名阪ネット6、幹事はtvk）
- 方言彼女。（東名阪ネット6、幹事はテレ玉、『…0』はひかりTVチャンネル1も製作委員会に参加）
  - 方言彼氏。（東名阪ネット6、ひかりTVチャンネル1も製作委員会に参加）
- 走る男シリーズ （東名阪ネット6）
  - 走る男→走る男II→走る男F→走る男女子部→走る男 THE FINAL
- 仏像大好。
- TAKARAZUKA 旅美写美
- ワケありバンジー
- 稲川大百怪 噂の百物語
- 歴史漫才 ヒストリーズ・ジャパン（東名阪ネット6）
- 超特急と行く!食べ鉄の旅（東名阪ネット6）
- 今夜野宿になりまして（東名阪ネット6、5いっしょ3ちゃんねる共同制作）
- 東京キッド（東名阪ネット6、5いっしょ3ちゃんねる共同制作）
- マルガリン銀行（TOKYO MX、BS11）
- 欧州ワイン紀行〜銘醸ワインの産地を訪ねて〜（とちぎテレビ・群馬テレビ・テレビ埼玉・tvk・ぎふチャン・三重テレビ・サンテレビ・BS12 トゥエルビ）
- 京・ごはんたべ（BS12 トゥエルビとの共同制作）
- 西国三十三所 観音巡礼 祈りの旅（ぎふチャン・三重テレビ・びわ湖放送・サンテレビ・奈良テレビ・テレビ和歌山・BS11）
- 京都浪漫〜美と伝統を訪ねる〜（BS11との共同制作）
- KYOTOの休日（BS12 トゥエルビとの共同制作）

ドラマシリーズ
2003年から2006年の10月期の作品は、大阪芸術大学の学生が参加する「産学共同企画」として制作・放送された。
また、中にはCS放送局のファミリー劇場で放送されたものもある。
- 故郷 -京都から21世紀のアジアへ-（2001年4月 - 9月）
  - 遊井亮子・野波麻帆・桃生亜紀子・三輪ひとみ・中嶋朋子が毎月1話ずつ（4回から5回）主演を交代で担当し、ドラマと紀行を一体化した新趣向の体裁を取り入れた番組だった。
- 十三夜（2001年10月 - 12月 ☆tvk）
  - ラジオ番組形式でストーリーテラーの遠藤久美子とつのだじろうの対談とともに、怪奇現象をテーマにしたドラマを展開するというものだった。
- バンパイヤ・シンドローム（2002年1月 - 3月 ☆同上）
- 塩カルビ（2002年10月 - 12月 ☆同上）
  - 焼肉店を舞台にした人間関係の悲喜こもごもを1話読みきり形式で描いた。西村まさ彦がレギュラー出演。
- 温泉天使（2002年10月 - 12月 ☆同上）
- シリーズ恐怖夜話（2003年4月 - 9月 ☆tvk・サンテレビ）
- ニトナツ-恋も仕事も-（2003年10月 - 12月 ☆tvk・サンテレビ・大阪芸術大学）
- お寺の国のアリス（2003年10月 - 12月 ☆同上）
- 陰陽少女（2004年10月 - 12月 ☆tvk・テレ玉と共同制作）
- ヒナの魂（2004年10月 - 12月 ☆tvk・サンテレビ・大阪芸術大学）
- T・R・Y〜夢への階段〜（2005年1月 - 3月 ☆tvk・テレ玉）
- Sunny-Side-UP（2005年7月 - 9月 自社制作）
- 連鎖怪談（2005年10 - 12月 ☆tvk・テレ玉・三重テレビ）
- 探偵オブマイハート（2005年10月 - 12月 ☆tvk・サンテレビ・大阪芸術大学）
- 「超」怖い話 TV完全版（2006年1 - 3月 ☆tvk・テレ玉・チバテレビ）
- ランブリングフィッシュ（2006年7月 - ）
- お宝デイズ（2006年10月 - ☆tvk・サンテレビ・大阪芸術大学）
- デビルシャドー（2007年1月 - ）
- 愛しのファミーユ（2007年10月7日 - 12月30日）
- ブロードキャストASUKA（2008年10月5日 - 12月28日）
- パセリ（2007年10月 - 12月）
- ネコナデ（2008年1月 - 3月）
- 鉄道むすめ（2008年10月 - 2009年1月 ☆東名阪ネット6）
- ねこタクシー（2010年1月 - 3月 ☆東名阪ネット6,札幌テレビ,TVQ九州放送）
- ねこばん（2010年10月 - 12月 ☆東名阪ネット6）
- 犬飼さんちの犬（2011年1月 - 4月 ☆東名阪ネット6ほか）
- マメシバ一郎（2011年10月 - 12月 ☆東名阪ネット6ほか）
  - マメシバ一郎 フーテンの芝二郎（☆東名阪ネット6ほか）
  - 幼獣マメシバ 望郷篇（東名阪ネット6、5いっしょ3ちゃんねる）
- くろねこルーシー（2012年1月 - 3月 ☆東名阪ネット6ほか）
- ノスタルジア
- 猫侍（2013年10月 - 12月 ☆東名阪ネット6ほか）
  - 猫侍 SEASON2（東名阪ネット6・5いっしょ3ちゃんねる・札幌テレビ・IBC岩手放送・静岡第一テレビ・テレビせとうち・広島ホームテレビ・TVQ九州放送・くまもと県民テレビ・ひかりTV・BSフジ・アニマルプラネット・スターキャット・ケーブルネットワークとの共同制作）
- 乾杯戦士アフターV（とちぎテレビ・群馬テレビ・テレ玉・チバテレビ・tvk・三重テレビ・サンテレビとの共同制作）
  - 新★乾杯戦士アフターV（同上）
- びったれ!!!（2015年1月 - 3月 東日本放送・テレ玉・チバテレビ・tvk・静岡朝日テレビ・メ〜テレ・サンテレビ・広島テレビ・九州朝日放送との共同制作）
- 白鳥麗子でございます!（テレ玉・チバテレビ・tvk・メ〜テレ・サンテレビ・九州朝日放送との共同制作）
- 猫忍（とちぎテレビ・群馬テレビ・tvk・チバテレビ・テレビ埼玉・静岡第一テレビ・三重テレビ・サンテレビ・テレビせとうち・TVQ九州放送・BSフジ・アニマルプラネット・スターキャット・ケーブルネットワークとの共同制作）
- トモダチゲーム（北海道テレビ・テレ玉・チバテレビ・tvk・メ〜テレ・サンテレビ・九州朝日放送・GYAO!との共同制作）
- 人狼ゲーム ロストエデン（テレ玉・チバテレビ・tvk・メ〜テレ・サンテレビ）
- ウマメシ!
- 柴公園（仙台放送・TOKYO MX・メ〜テレ・サンテレビ・日本海テレビ・5いっしょ3ちゃんねる・BS12 トゥエルビとの共同制作）
- 10神スパイ大作戦 -コード・バリカタ-（北海道テレビ・仙台放送・テレ玉・チバテレビ・tvk・メ〜テレ・サンテレビ・広島ホームテレビ・福岡放送との共同制作）

#### 他社制作
特記しないものは、キー局が制作したものである。
独立局
- とちぎテレビ
  - とちぎブランド情報番組 栃木のきらめき
  - とちぎ発!旅好き!
  - 雷様剣士ダイジ
  - 満喫!とちぎ日和
  - カミナリのチャリ旅!
- テレ玉
  - 玉ニュータウン
  - フィッシング・ナウ→フィッシング・ナウ2
  - 業界用語の基礎知識 壇蜜女学園
  - モテ福
  - オタクイーーーンイングリッシュ!
  - ビッグスギのSTEP UPゴルフ
  - フィッシング倶楽部
  - いたくろここなのオンとオフ
- チバテレビ
  - モトちゃんの歌は魂だ!
  - 全日本プロレス マザー
  - ほほえみtoゴルフ
  - 知里のミュージックエッセンス Part II
  - MUSIC LAUNCHER
  - アイドルパーティー
  - ごちそうライフ2（上記『アイドルパーティー』のネット打ち切りに伴い、穴埋めで2016年6月のみ放送）
  - 谷本知美の演歌でワッショイ
  - 宿坊なう
  - 全日本プロレス〜AJPワールド〜
  - 歌う!セールスマン
- TOKYO MX
  - がんばれ三都市（サンテレビと共に「制作協力」として参加 同時ネット）
  - 白沢みきのモーニングTOKYO（同時ネット）
  - TOKYOモーニングサプリ（同時ネット）
  - あーカンちがいGOLF
  - 韓流フォンデュ
  - 超×D Music+
    - 超×D Music+Z

  - 中川家礼二の鉄活
  - 旅番組つくります
  - 5時に夢中!
- イケダンMAX
  - イケダン7
- tvk
  - SONY MUSIC TV（初期はtvkと共同制作 同時ネット）
  - MUSIC TOMATO JAPAN
  - アクセスNOW
  - ニッポン早わかり
  - 中西哲生のJust Japan
  - 新車情報
  - 新車ファイル クルマのツボ
  - saku saku
  - TKOの黒船☆ジャパン
  - 佐藤しのぶ 出逢いのハーモニー
  - 岡崎五朗のクルマでいこう!
  - 磁石のケータイハンター
  - 柔道日本! 〜ロンドンへの道〜
  - プリママ
  - 銀の劇プレ
  - 実在性ミリオンアーサー
  - 洋楽天国PREMIUM R45
  - 広告会社、男子寮のおかずくん
  - おもちゃ博物館
  - 俺旅。
  - カメラ男子 プチ旅行記
  - キンシオ
  - オーイシ・えなこの夜の××
- 群馬テレビ
  - JOYのASOBU-TV JOYnt!
- ぎふチャン
  - ママごはんTV2
  - 激カラ♪スターチャンネル♪
  - 美の精華
- 三重テレビ
  - キンさばっ!! -近所の裁き-
  - 欽ちゃんのニッポン元気化計画
  - お伊勢さん
  - 熊野古道〜お伊勢さんからもうひとつの聖地へ〜
  - 芭蕉が詠む 祈りのこころ
  - 斎王〜幻の宮の皇女〜
  - 伝統の継承〜笑顔に逢いに〜
  - 音楽の源流〜御食国の鼓動〜
  - 学び舎の歌声〜with a smile〜
  - 宝刀〜日本人の魂と技〜
  - お伊勢参り
  - 伊勢神宮とともに
  - 祈り〜神と仏と〜
  - ええじゃないか。
  - 氏神さま〜私たちの身近な祈り〜
- びわ湖放送
  - びわカン
- サンテレビ
  - うまいもんテレビ
  - 植草貞夫のゴルフ交遊録
  - 杉原輝雄招待席ゴルフドンとこい
  - GOLF武勇伝
  - 四季の釣り
  - ガールズファイル
  - アダルトバラエティシリーズ
    - 夜美女
    - インリンのM時ですョ!→ドM時デスョ!
    - 今夜もハッスル
    - おとなの子守唄

  - 演歌百撰（2009年9月で打ち切り）
  - 洲本温泉と淡路島の観光
  - 山のぼり大好き
  - 花音〜夢・音めぐり〜
  - 手づくり花づくりプラス
  - さや香・ラニーノーズ・ネイビーズアフロのバツウケテイナーR

日本テレビ系
- DAISUKI!（土曜22時から放送していた。1997年10月によみうりテレビに移行）
- 弥次喜多隠密道中
- 明日はアタシの風が吹く
- 俺たちの勲章
- 事件記者チャボ!
- 刑事物語'85
- 父子鷹
- 新五捕物帳
- SKE48 エビショー!
- マジすか学園4
- 長崎犯科帳
- 長七郎江戸日記
- 半七捕物帳
- 右門捕物帖 (1969年のテレビドラマ)
- 右門捕物帖 (1982年のテレビドラマ)
- 八百八町夢日記
- 銭形平次 (風間杜夫)
- 鞍馬天狗
- さむらい探偵事件簿
- 闇を斬る!大江戸犯科帳
- 西遊記シリーズ
- 伝七捕物帳
- 熱烈!ホットサンド!（テレビ）
- 絶景探偵。（福島中央テレビ）
- オードリーさん、ぜひ会って欲しい人がいるんです!（木曜 22:30 - 23:00 中京テレビ） - 2019年4月からNNS加盟全29局ネット番組移行（読売テレビに放映権移行）のため、同年3月で打ち切り。
- よくばりアリス（広島テレビ）
- 登る女（BS日テレ）
- バンクーバーオリンピック
- ロンドンオリンピック
- ぐるぐるナインティナイン - 1997年4月にゴールデン帯移動（全国ネット化）のため、読売テレビに移行。
- 夢眠ねむのまどろみのれん酒（BS日テレ）

テレビ朝日系
- 歌謡ドッキリ大放送
- 歌謡びんびんハウス
- ザ・テレビ演芸
- 世界あの店この店
- 100万円クイズハンター
- 23時ショー（NETテレビ時代。毎日放送がネットを打ち切ったため、移行）
- 独占!女の60分
- あまから問答
- POPS IN PICTURE
- リングの魂（朝日放送テレビがネットを打ち切ったため、移行）
- さまぁ〜ずと優香の怪しい××貸しちゃうのかよ!!
- Matthew's Best Hit UV
- キャラ☆キング
- やぐちひとり
- ちい散歩
- 荒野の素浪人
- 八丁堀の七人
- おそるべしっっ!!!音無可憐さん
- 可愛いだけじゃダメかしら?
- ガラスの仮面
- イグアナの娘
- ツインズ教師
- 特捜最前線
- アストロ球団
- 嫉妬の香り
- 婚外恋愛
- 仮面ライダー電王
- 仮面ライダーオーズ/OOO
- 仮面ライダーフォーゼ
- 仮面ライダーウィザード
- 仮面ライダー鎧武
- 仮面ライダードライブ
- 仮面ライダーゴースト
- 仮面ライダーエグゼイド
- 仮面ライダービルド
- 仮面ライダージオウ
- 仮面ライダーゼロワン
- 仮面ライダーセイバー
- 仮面ライダーリバイス
- 素浪人 花山大吉
- てるてるあした
- 月下の棋士
- 海賊戦隊ゴーカイジャー
- 特命戦隊ゴーバスターズ
- 獣電戦隊キョウリュウジャー
- 烈車戦隊トッキュウジャー
- 手裏剣戦隊ニンニンジャー
- 動物戦隊ジュウオウジャー
- 宇宙戦隊キュウレンジャー
- 快盗戦隊ルパンレンジャーVS警察戦隊パトレンジャー
- 騎士竜戦隊リュウソウジャー
- 魔進戦隊キラメイジャー
- 機界戦隊ゼンカイジャー
- 暴太郎戦隊ドンブラザーズ
- にっぽんの歌（第1期）
- '75びっくり人間登場
- 鬼平犯科帳 (丹波哲郎)
- 鬼平犯科帳 (萬屋錦之介)
- 鬼平犯科帳II
- はみだし刑事情熱系
- 三匹が斬る→続・三匹が斬る!→続続・三匹が斬る!→また又・三匹が斬る!→新・三匹が斬る!
- 私鉄沿線97分署
- ももクロChan〜Momoiro Clover Z Channel〜
- 破れ傘刀舟悪人狩り
- 吉宗評判記 暴れん坊将軍
- 水曜どうでしょう（北海道テレビ）
- NO MATTER BOARD（北海道テレビ）
- ピエール瀧のしょんないTV（静岡朝日テレビ）
- おとりよせ王子 飯田好実（メ〜テレ）
- 必殺仕業人（朝日放送テレビ）
- 新・必殺仕事人（朝日放送テレビ）
  - 必殺仕事人III（同上）
  - 必殺仕事人IV（同上）
  - 必殺仕事人V（同上）
    - 必殺仕事人V・激闘編（同上）
    - 必殺仕事人V・旋風編（同上）
    - 必殺仕事人V・風雲竜虎編（同上）
- 名奉行 遠山の金さん
- アグレッシブですけど、何か?（広島ホームテレビ）
- ドォーモ（九州朝日放送）
- 感動の世界遺産（BS朝日）
- 幡随院長兵衛お待ちなせえ（MBSテレビ）
- カーグラフィックTV（BS朝日）
- ウドちゃんの旅してゴメン（メ〜テレ）

TBSテレビ系
- メロディ
- 毎度おジャマしまぁす
- ひと夏のプロポーズ
- 夢見る頃を過ぎても
- その気になるまで
- 君が人生の時
- カミング・ホーム
- 赤い激流
- 時間ですよ たびたび
- ウルトラマン
- ウルトラセブン
- 南町奉行事件帖 怒れ!求馬シリーズ
- 水戸黄門外伝 かげろう忍法帖
- 総天然色 ウルトラQ
- 温泉へ行こう
- 温泉へGo!
- 翔んでる!平賀源内
- 江戸を斬る 梓右近隠密帳
  - 江戸を斬るII～IV
- 薬師寺モータース（CBCテレビ）
- ULTRASEVEN X（CBCテレビ）
- 雪姫隠密道中記（MBSテレビ）
- 2014 FIFAワールドカップ

テレビ東京系
- ワールドビジネスサテライト（原則として1時間遅れの時差ネットだった）
- ミエと良子のおしゃべり泥棒
- mitaテクノピア
- 演歌の花道
- 湯原・逸見のゴルフ苦楽部
- ゴルフ熱中塾シリーズ
- ゴルフ 尾崎兄弟・飯合に挑戦!!
- 金子柱憲・高田純次ゴルフの王道
- 熱闘!ゴルフ向上委員会
- 付き馬屋おえん事件帳
- 豊臣秀吉 天下を獲る!
- 三菱ダイヤモンド・サッカー
- われら釣り天狗
- 大忠臣蔵
- 編笠十兵衛
- あばれ八州御用旅
- ゴルフの真髄
- 隠密・奥の細道
- そば屋梅吉捕物帳
- 大江戸捜査網(『新…』まで)
- 土曜スペシャル
- パソコンサンデー（テレビ大阪）
- ソチオリンピック
- まさはる君が行く!ポチたまペット大集合（BSテレ東）
- パリオリンピック

フジテレビ系
- 上岡龍太郎にはダマされないぞ（渡辺プロとの共同制作）

KBS京都では、日曜 21:00-  21:55（1992年8月時点）→日曜 20:00 - 20:55（1995年1月時点）に放送していた。
- そう快!ヒデタミン（同上）
- 週刊スタミナ天国

KBS京都では、日曜 19:30 - 20:55（1992年8月時点）→木曜 20:00 - 21:25（1995年1月時点）に放送していた。
- 少年隊夢（金曜日の19時30分から放送されていた）
- 少年タイヤ
- カノッサの屈辱
- 冗談画報
- IQエンジン
- ウィーケストリンク☆一人勝ちの法則
- 5年後〜FIVE YEARS AFTTER〜
- 北野ファンクラブ
- おそく起きた朝は…
- DAIBAクシン!!cheki b.
- カルトQ（深夜時代のみ。後期は全国ネット化に伴い関西テレビに移行）
- Dのゲキジョー 〜運命のジャッジ〜
- 独占!金曜日の告白
- 志村けんのだいじょうぶだぁII
- 志村屋です。
- 志村だヨ!
- 志村笑!
- 志村座
- 志村の時間
- 志村の夜
- 銭形平次 (大川橋蔵)
- 銭形平次 (北大路欣也)
- あの日に帰りたい
- あなただけ見えない
- たけしのコマ大数学科
- パーフェクト・リポート
- 鬼平犯科帳 (中村吉右衛門)
- 天気予報の恋人
- さよなら、小津先生
- 仕掛人 藤枝梅安
- お水の花道シリーズ
- 御家人斬九郎
- 私を旅館に連れてって
- 雲霧仁左衛門
- ビューティフルレイン
- 剣客商売
- アタシんちの男子
- 江戸の旋風シリーズ
- 江戸の渦潮
- 恋ノチカラ
- 江戸の激斗
- ハマの静香は事件がお好き
- 痛快!河内山宗俊
- 奥様は警視総監
- 悪女たちのメス
- ウチくる!?
- 同心暁蘭之介
- 夫婦旅日記 さらば浪人
- Break Point!（岩手めんこいテレビ ※）
- ふくい浪漫 い〜ざぁええDay（福井テレビ）
- ふれあい見つけ旅（東海テレビ）
- おでかけ!パレット（同上）
- ぐっさん家〜THE GOODSUN HOUSE〜（同上）
- 続・あかんたれ（同上）
- ぬかるみの女シリーズ（同上）
- ふるさと紀行（同上）
- はるちゃんシリーズ（同上）
- ほっとけない魔女たち（同上）
- さくら心中（同上）
- ぼくの夏休み（同上）
- 新・牡丹と薔薇（同上）
- 嵐の涙〜私たちに明日はある〜（同上）
- インディゴの夜（同上）
- 花嫁のれん（同上）
- 火の粉（同上）
- イカロスの翼（関西テレビ）
- 柳生一族の陰謀（同上）
- 暁に斬る!（同上）
- ルーキー!（同上）
- フェイス（同上）
- BOOM BOOM（沖縄テレビ）
- 和菓子で巡る京の四季（BSフジ）
- 大杉漣の漣ぽっ（同上）
- たけしの等々力ベース（同上）
- わがまま!気まま!旅気分（同上）

海外ドラマ
- カシミアマフィア（アメリカ・ABC）
- チャーリーズ・エンジェル（アメリカ・ABC） - 第2シリーズ迄
- コールドケース 迷宮事件簿（アメリカ・CBS） - 第3〜5・7シーズン
- しあわせの処方箋（アメリカ・CBS） - 第2シーズンまで放送
- CSI:マイアミ（シーズン9）（アメリカ・CBS）
- ラスベガス（アメリカ・NBC）
- DEAD ZONE（アメリカ・USAネットワーク）
- 私はラブ・リーガル（アメリカ・ライフタイム）
- Re:Genesis（アメリカ）
- キル・ポイント（アメリカ）
- ミッシング -サイキック捜査官- - 第2シーズンまで放送（アメリカ）
- ターミネーター サラ・コナー・クロニクルズ（アメリカ）
- THE MENTALIST〜メンタリストの捜査ファイル〜（アメリカ）
- ケネディ家の人びと（カナダ、アメリカ）
- マードック・ミステリー 〜刑事マードックの捜査ファイル〜（カナダ）
- ボーンキッカーズ 考古学調査班（イギリス・BBC）
- 魔術師 MERLIN（シーズン1）（イギリス・BBC）
- ダークエイジ・ロマン 大聖堂（ドイツ、カナダ、イギリス）
- 情熱のシーラ（スペイン・アンテナ3）
- 大敦煌（中国中央電視台）
- 北魏馮太后（中国中央電視台）
- 華麗なる遺産〜燦爛人生〜（中国・東方衛視）
- 封神演義（中国）
- 八人の英雄（中国）
- 賢后 衛子夫（中国）
- 曹操（中国）
- 武則天 -The Empress-（中国）
- 台湾ドラマ
  - イケメン探偵倶楽部MIT（民視）
  - ブラック&ホワイト（民視）
  - 秋のコンチェルト（民視）
  - 愛があるから〜鹿児島の恋（民視）
  - 王子様の条件（華視）
  - 僕のSweet Devil (華視)
  - 蘭陵王
- 韓国ドラマ
  - ポセイドン（韓国放送公社）
  - ドリームハイ（韓国放送公社）
  - 愛もリフィルできますか?（韓国放送公社）
  - 愛してよかった（韓国放送公社）
  - ラブレイン（韓国放送公社）
  - 天まで届け、この想い（韓国放送公社）
  - 二人の女の部屋（韓国放送公社）
  - 猫がいる、ニャー!（韓国放送公社）
  - ヒーラー〜最高の恋人〜（韓国放送公社）
  - 冬のソナタ（韓国放送公社）
  - 本当に良い時代（韓国放送公社）
  - 太陽の末裔 Love Under The Sun（韓国放送公社）
  - 王の顔（韓国放送公社）
  - 凍える華（韓国放送公社）
  - 会社行きたくない（韓国放送公社）
  - 花郎（韓国放送公社）
  - 笑ってトンヘ（韓国放送公社）
  - 明日も晴れ（韓国放送公社）
  - がんばれ!クムスン（MBC文化放送）
  - 妻の誘惑（MBC文化放送）
  - 黄金の魚（MBC文化放送）
  - 美男ですね（MBC文化放送）
  - マイ・プリンセス（MBC文化放送）
  - 宮廷女官チャングムの誓い（MBC文化放送）
  - ニューハート（MBC文化放送）
  - 愛する人よ（MBC文化放送）
  - あなたが寝てる間に（MBC文化放送）
  - トンイ（MBC文化放送）
  - 大王世宗（MBC文化放送）
  - 善徳女王（MBC文化放送）
  - 階伯（MBC文化放送）
  - 7級公務員（MBC文化放送）
  - イ・サン（MBC文化放送）
  - 白夜姫（MBC文化放送）
  - 馬医（MBC文化放送）
  - 秋のカノン（MBC文化放送）
  - 偽りの雫（MBC文化放送）
  - 輝くロマンス（MBC文化放送）
  - 武神（MBC文化放送）
  - 白詰草（MBC文化放送）
  - ホジュン〜伝説の心医〜（MBC文化放送）
  - 逆流（MBC文化放送）
  - グッバイ ミスターブラック（MBC文化放送）
  - 炎の王女ジョンイ（MBC文化放送）
  - 龍王様のご加護（MBC文化放送）
  - バッドパパ（MBC文化放送）
  - 恋のゴールドメダル〜僕が恋したキム・ボクジュ（MBC文化放送）
  - 済衆院（SBS）
  - 検事プリンセス（SBS）
  - ボスを守れ（SBS）
  - 太陽の花嫁（SBS）
  - シティーホール（SBS）
  - ジャイアント（SBS）
  - 根の深い木（SBS）
  - チャン・オクチョン（SBS）
  - シンイ-信義-（SBS）
  - サイン（SBS）
  - 恍惚な隣人（SBS）
  - 赤と黒（SBS） - NHKとの共同制作
  - 麗〜花萌ゆる8人の皇子たち〜（SBS）
  - あなたは贈りもの（SBS）
  - ナイショの恋していいですか?（tvN）
  - カプトンイ 真実を追う者たち（tvN）
  - 君を守る恋〜Who Are You〜（tvN）
  - トッケビ〜君がくれた愛しい日々〜（tvN）
  - トップスターユベク〜同居人はオレ様男子〜（tvN）
  - キム秘書はいったい、なぜ?（tvN）
  - 花たちの戦い -宮廷残酷史-（JTBC）
  - インス大妃（JTBC）
  - 僕が見つけたシンデレラ〜Inside Beauty〜（JTBC）
  - 百年の花嫁
  - 女が二度化粧をするとき

その他
- NHKニュース（開局から1年間のみ放送）
- ゆく年くる年（全民放同時ネット）
- 全国一斉地デジ化テスト（全民放・NHK同時ネット）
- ヤン坊マー坊天気予報（現在、近畿地方の地上波では視聴できない）
- 京都!ちゃちゃちゃっ（関西テレビ☆京都チャンネル）
- 桑原征平のおもしろ京都検定（同上）
- シェアキッチン（WOWOWプラス）
- アロハ天国（BS11）
- 京都・国宝浪漫（BS11）
- JRA競馬中継（BS11）
- メタル侍（BS11）
- とことん紀行（BS11）
- 日本ほのぼの散歩（BS11）
- 人情ふれあい いいなぁ日本（BS11）
- 伊集院光のばんぐみ（BS11）
  - 伊集院光のばらえてぃーばんぐみ（ポニーキャニオン）
- 京都浪漫 悠久の物語（BS11）
- 夢・元気人（BS11）
- 小都たび（BS12 トゥエルビ）
- 高田純次のアジアぷらぷら（BS12 トゥエルビ）
  - 高田純次のセカイぷらぷら（BS12 トゥエルビ）
- 旅人発案!俺の旅番組（BS12 トゥエルビ）
- ダニエル・カールのご当地うめぇもん紀行（BS12 トゥエルビ）
- 鉄道写真物語 1枚にかける旅（BS12 トゥエルビ）
- 声優だって旅します（アニマックス）
- キスのカタチ（AmebaFRESH!）
- 市長探訪“近江八幡ブランド”（近江八幡市）
- 藪恵壹と岩本勉のBRAIN GOLF（GAORA）
- モンすたージオ（キッズステーション）
- サチのお寺ごはん（キュー・テック）
- 内村さまぁ〜ず SECOND（ケイマックス）
- 考えるゴルフ〜上達への道〜（ゴルフネットワーク）
- レッドベターのゴルフ最強レッスン（ザ・ゴルフ・チャンネル）
- 秘伝!!プロの技（同上）
- 武井壮のなんでも協会（ザ・ワークス）
- 池波正太郎の江戸料理帳（時代劇専門チャンネル）
- 四国遍路寺 -同行二人-（ジブトリマーズ）
- レミほうだい（食と旅のフーディーズTV）
- レミさんちの食卓（食と旅のフーディーズTV）
- ショップチャンネルお買い物エンターテインメント（ショップチャンネル）
- BICYCLE FUN Century Ride（スカイ・エー）
- 林家正蔵の今日も四時から飲み（ターナージャパン）
- 究極の美! 特別名勝・日本庭園の世界（旅チャンネル）
- 町田忍の昭和レトロ紀行（旅チャンネル）
- アジアの温泉を巡る鉄道の旅（旅チャンネル）
- HawaiiローカルNEWS!スペシャル（旅チャンネル）
- 大人のヨーロッパ街歩き（旅チャンネル）
- 大好き!野天湯（旅チャンネル）
- ご当地ラーメン探訪（旅チャンネル）
- まるごと!北海道（旅チャンネル）
- 高嶋政宏の旅番長（旅チャンネル）
- ローカル線らーめん探訪!（旅チャンネル）
- 鉄道グルメ旅（旅チャンネル）
- いい湯だぜぇ（ティーズ）
- カレーの門戸（ティーズ）
- 旅番組はじめました（ティーズ）
- それゆけ!中川電鉄（鉄道チャンネル）
- 中川家礼二の鉄学の時間（鉄道チャンネル）
- 鉄道ひとり旅（鉄道チャンネル）
- 徳永ゆうきのぐるっと歌テツ旅（鉄道チャンネル）
- モンキーパーマシリーズ（テレバイダー・エンタテインメント）
- なんちゃってスペシャルゲスト なりきりグルメ旅（パワーテレビジョン）
- 大和路・悠々散歩（FOUND2）
- みるみるミルキィ（ブシロードミュージック）
- 韓Chu（ホームドラマチャンネル）
- 歳をとっても明るく、元気に!!いきいき生活!（ホームドラマチャンネル）
- リスアニ!TV（MUSIC ON! TV）※2016年4月より近畿圏では毎日放送に変更。
  - LisAni!NAVI（MUSIC ON! TV）
- 旅猫ロマン（モーションギャラリー）
- 音楽のある風景（ユニバーサルミュージック）
- 一流魂（吉本興業）
- 美男料理<イケメンCooking>（LaLa TV）
- 列車紀行 美しき日本（ワイズプロジェクト）
- 秋山莉奈のゆめぐり旅じかん!!（パワーテレビジョン・ウィング）
- 未来への伝統（DHCテレビ）
- いにしえ逍遥・旅タカラジェンヌ（TAKARAZUKA SKY STAGE）
- フィッシングライフ（アクティ）
- NON STYLE 井上のバズらせJAPAN（リアムプロモーション）
- ジョニーとリチャードの"こんなコト知ってた?
- 旅の達人がいく!阿藤快のにっぽん漫遊記
- エンプラ!!
- 地球★熱帯紀行
- BanG Dream!めざせ武道館特BanG!
- バンステ! BanG Dream! STATION
- ハッピー歌う音ステージ
- 一度は訪れたい世界の街
- プライムまいコレショッピング
- 感動の世界遺産
- アジア隠れ家紀行
- カレー放浪記
- 大人のカナダ紀行
- こわばん
- スマホの疑問をスッキリ解決!らくらくスマホ生活
- 田園ボーイズ
- D4DJ Photon Maiden TV
- レッド吉田のまんぷくグルメ旅
- ワイルドスギちゃんが行く!にっぽん秘境温泉めぐり

## ラジオ・テレビ共通
- イイネ!